# Augustijnken

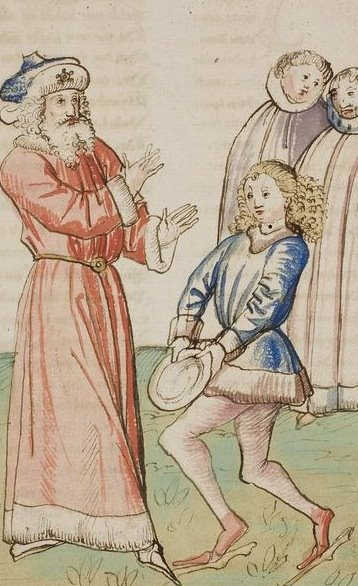
Illustratie bij tekst Augustijnken over de hertog van Braunschweig, Universitätsbibliothek Heidelberg

Augustijnken vroeger ook Augustijnken van Dordt genoemd, was een bijzonder geleerde sprookspreker.  Hij was in dienst van Jan van Blois maar trad ook op aan het Hollandse en Brabantse hof.
In de literatuur wordt zijn naam doorgaans als voornaam gezien, maar Augustijn was een ongebruikelijke naam in de 14e eeuw. Het is dus niet onwaarschijnlijk dat de schrijver deze naam is gaan gebruiken als een soort pseudoniem, 'de kleine Augustinus', verwijzend naar de theologische inhoud van zijn gedichten. Het zou ook mogelijk zijn dat hij, in een eerdere fase van zijn leven, broeder was geweest bij de augustijner heremieten. Hij zou dan zijn uitgetreden en een nieuw leven zijn begonnen als prediker via zijn gedichten.

## Biografie
Hij wordt voor het eerst als spreker vermeld op 3 september 1358 te Rijnsburg. 
Uit de rekeningen van het grafelijk hof blijkt dat Augustijnken den seggher meermaals betaald werd in 1358 om op te treden voor mijns heren tafel, met andere woorden dat hij als spreker betrokken was bij het opluisteren van de maaltijden van Albrecht van Beieren aan het grafelijk hof in Den Haag en op diverse andere plaatsen. Volgens de rekeningen vond zijn eerste optreden plaats op 3 september 1358 te Rijnsburg.
Maar we komen hem vaker tegen in de omgeving van graaf Jan van Blois. Hij trad op aan de tafel van de graaf in het kasteel van Schoonhoven maar hij hoorde blijkbaar ook tot het gevolg van Jan van Blois bij diens bezoeken aan Antwerpen, Mechelen en Keulen in 1362. In de jaren daarna duikt hij op in het gezelschap van Jan van Blois in Maastricht, Den Haag, Gorinchem, Utrecht en in 1366 in Brussel (1366). In 1367 vierde Jan van Blois vastenavond in Bergen, en ook daar was Augustijnken van de partij.
Hij vergezelde Jan van Blois zelfs op kruistocht naar Pruisen waar hij in april 1363 gewond raakte, we weten dat hij in sinen buuc ghestoken was van eenen Pruyssen. In 1368 trekt hij weer mee op kruistocht en trad hij op in Aken waarvoor hij een som van drie gulden uitbetaald kreeg.
Zoals uit het bovenstaande bleek werd Augustijnken tussen 1358 en 1368 regelmatig vermeld in de rekeningen van het grafelijk hof in Den Haag en van Jan van Blois, maar al bij al gaat het over nauwelijks twintig vermeldingen over een periode van tien jaar. De biografie van deze spreker is dus verre van volledig.

## Afkomst
Augustijnkens afkomst is niet bekend. In zijn gedicht Van den Scepe situeert hij zijn verhaal aan de Merwede in Dordrecht, waardoor Jan Frans Willems in 1837 een hypothese geopperd heeft over een Dordtse afkomst en de man Augustijnken van Dordt noemde. Als bewijsvoering voerde hij aan: Naer den inhoud zyner gedichten moet hy te Dordrecht, of in de ommestreken, gewoond hebben. Dat is sindsdien vrij kritiekloos overgenomen. In de meer recente wetenschappelijke literatuur wordt de van Dordt vaak weggelaten. Als Augustijnken inderdaad gerelateerd was aan de augustijner heremieten, kan hij mogelijkerwijs in verband gebracht worden met de eerste stichting van de augustijner heremieten aan de Merwede in Dordrecht.
Wim van Anrooij vestigde de aandacht op rekeningen van de stad Gent waarin een Augustine de clerc of Augustijnken wordt genoemd en die betalingen documenteren in de jaren 1322-1330 voor allerlei schrijfwerk. Het is natuurlijk hypothetisch dat het over dezelfde persoon zou gaan, maar Frits van Oostrom stelt zich de vraag of het, gezien de zeldzaamheid van de naam, mogelijk over dezelfde persoon zou kunnen gaan. Dat zou dan betekenen dat Augustijnken in een eerdere fase van zijn leven een geletterde uit Gent zou geweest zijn, misschien een monnik in het klooster van de augustijner heremieten aldaar gesticht in 1296, die eerst voor de communauteit en de stedelijke overheid zou gewerkt hebben en na zijn uittreding uit het klooster, naar het Noorden zou getrokken zijn.

## Werken
De teksten die Augustijnken schreef zijn langer dan de typische sproke en tonen een grote geleerdheid. Niet al zijn teksten kunnen, omwille van de lengte, als sproke worden beschouwd en één moeten we eerder onderbrengen in de lyriek. Hij was blijkbaar onderlegd in de filosofie en de theologie en kende Latijn. Augustijnken maakte van die geleerdheid zijn handelsmerk, maar was desondanks vrij populair zoals uit de archieven blijkt.
Er zijn zeven werken van hem bewaard gebleven:
- Van den Scepe, sproke
- De Schepping of de drievoldicheit, sproke
- Dit is Sinte Jans ewangelium, exegetische tekst, eerder mystieke literatuur dan sproke
- De borch van Vroudenrijc, sproke
- Van der rijcheit ende van der doet, sproke
- Vijf pointen van eeren, sproke
- Klacht over eenen onhovescen ridder, lyriek

In de Universitätsbibliothek van Heidelberg is een tekst teruggevonden over de hertog van Braunschweig, die ook aan Augustijnken wordt toegeschreven.